# Castellfullit del Boix
Castellfullit del Boix (en catalán y oficialmente Castellfollit del Boix) es un municipio de España en la provincia de Barcelona, comunidad autónoma de Cataluña, con una superficie de 58,9 km², una población de 426 habitantes (2009) y una densidad de población de 7,23 hab./km².

## Demografía
Castellfullit del Boix cuenta con una población de 459 habitantes (INE 2024).
| Gráfica de evolución demográfica de Castellfullit del Boix entre 1842 y 2021 |
| |
| Población de derecho según los censos de población del INE. Población de hecho según los censos de población del INE.En este censo se denominaba Castellfollit de Boix y Mayans: 1842. Entre el censo de 1857 y el anterior, crece el término del municipio porque incorpora a Gravalosa. |

| 315                        | 337 | 383 | 405 | 426 |
| (Fuente: [cita requerida]) |     |     |     |     |